# Unbreakable Kimmy Schmidt
Unbreakable Kimmy Schmidt (dosłownie: "Niezłomna Kimmy Schmidt") – amerykański komediowy serial telewizyjny wyprodukowany przez Universal Television oraz Little Stranger, Inc. Jego twórcami są Tina Fey i Robert Carlock. Serial miał premierę 6 marca 2015 roku na platformie Netflix. Powstało cztery serie, a sześć ostatnich odcinków Netflix udostępnił 25 stycznia 2019 roku.

## Fabuła
Serial opowiada o 29-letniej Kimmy Schmidt (Ellie Kemper), która po 15 latach od porwania przez jednoosobową sektę szalonego pastora i niewoli w bunkrze zostaje uratowana i rozpoczyna życie w Nowym Jorku u boku Titusa (Tituss Burgess), swojego sublokatora geja, z którym wynajmuje mieszkanie od zwariowanej Lillian Kaushtupper (Carol Kane). Optymistycznie nastawiona do świata Kimmy przypadkiem dostaje pracę jako opiekunka do syna Jacqueline Voorhees (Jane Krakowski), zapatrzonej w siebie żony milionera, i staje się jej najbliższą – i jedyną – przyjaciółką.

## Obsada

### Główna
- Ellie Kemper jako Kimmy Schmidt
- Tituss Burgess jako Titus Andromedon[2]
- Carol Kane jako Lillian Kaushtupper
- Jane Krakowski jako Jacqueline Voorhees[3]

### Drugoplanowe
- Sara Chase jako Cyndee Pokorny
- Lauren Adams jako Gretchen Chalker
- Sol Miranda jako Donna Maria Nuñez
- Dylan Gelula jako Xanthippe' Voorhees[4]
- Tanner Flood jako Buckley Voorhees
- Andy Ridings jako Charles
- Adam Campbell jako Logan Beekman
- Ki Hong Lee jako Dong Nguyen
- Susanna Guzman jako Vera
- Tim Blake Nelson jako Randy
- Jon Hamm jako Richard Wayne Gary Wayne
- Tina Fey jako Marcia
- Jerry Minor jako Chris

## Odcinki
| Sezon | Sezon      | Odcinki | Oryginalna emisja Netflix | Oryginalna emisja Netflix | Oryginalna emisja Netflix | Oryginalna emisja Netflix | Oryginalna emisja Netflix |
| Sezon | Sezon      | Odcinki | Premiera sezonu           | Finał sezonu              | Premiera sezonu           | Finał sezonu              |                           |
| ----- | ---------- | ------- | ------------------------- | ------------------------- | ------------------------- | ------------------------- | ------------------------- |
|       | 1          | 13      | 6 marca 2015              | 6 marca 2015              | 6 stycznia 2016           | 6 stycznia 2016           |                           |
|       | 2          | 13      | 15 kwietnia 2016          | 15 kwietnia 2016          | 15 kwietnia 2016          | 15 kwietnia 2016          |                           |
|       | 3          | 13      | 19 maja 2017              | 19 maja 2017              | 20 maja 2017              | 20 maja 2017              |                           |
|       | 4 część I  | 6       | 30 maja 2018              | 30 maja 2018              | 30 maja 2018              | 30 maja 2018              |                           |
|       | 4 część II | 7       | 25 stycznia 2019          | 25 stycznia 2019          | 25 stycznia 2019          | 25 stycznia 2019          |                           |

## Produkcja
31 października 2013 roku telewizja NBC zamówiła 13-odcinkową pierwszą serię Unbreakable Kimmy Schmidt. Początkowo serial nosił tytuł Tooken. 22 listopada 2014 roku Netflix przejął prawa do jego emisji.